# Synchronized Swimming
Synchronized Swimming es el tercer episodio de la segunda temporada de Bob's Burgers . Fue transmitida por la cadena Fox el 25 de marzo de 2012.

## Argumento
El episodio comienza con la práctica de yoga prenatal Linda, a pesar del hecho de que ella no ha estado embarazada por más de diez años. Los chicos le llaman el relevo de la televisión para ayudarlos con sus tareas escolares, y Bob castiga a Linda para mimar a ellos. Más tarde, Bob muestra su nueva máquina de helado suave crema saque a Teddy, soñando con la venta de helados durante los meses de verano. En la escuela, los niños se lamentan de lo mucho que odio la clase de gimnasia, y convencer al señor Fronda para que puedan tener lugar un estudio independiente de natación sincronizada , que no tienen ninguna intención de hacer realmente.
A la mañana siguiente, Bob muestra a los niños cómo usar la máquina de Servicio suave y Linda sigue haciendo cosas para los niños, incluyendo la realización de Navajo máscara para el proyecto de la escuela de Gene. Bob otra vez castiga a Linda para mimar. En la escuela, los niños de la clase de gimnasia zanja para su "estudio independiente" y divertirse por la ciudad. En Reflexiones, Linda se encuentra con el Sr. Fronda, que menciona el estudio de los niños de natación sincronizada supuestamente dirigido por Linda. De vuelta en el restaurante, Linda anuncia a los niños que se les entrenamiento en natación sincronizada en lugar de dejarlos correr solo.
Más tarde, Linda lleva a los niños a la piscina comunitaria para comenzar sus lecciones, y Louise se encuentra muchas maneras de mantenerse fuera del agua. En el restaurante, Bob se ve inundado de intentar reemplazar a Linda y hacer frente a la máquina de Soft Serve nuevo. Al día siguiente, varios niños más participar en el estudio independiente, y Linda se cierra como entrenador cuando continúan holgazanear. Los niños piensan que han salido del trabajo, y el Sr. Frond los encuentra para hacerles saber que el consejo escolar desea ver una actuación que tarde o escuela de verano rostro. Piden ayuda de Linda, que se niega, y Bob decide entrenarlos porque los necesita para trabajar allí durante el verano. En la piscina, Louise encuentra varias maneras de tratar de salir de la función, pero no en última instancia. Linda llega en el último minuto para ayudarles con una actuación sincronizada de la yoga prenatal.

### Producción
Este episodio llevó a TV-PG calificación para diálogos intensamente sugerentes (D) y el lenguaje ofensivo (L).
- Datos: Q7662153